# Infinitivo conjugado
O infinitivo conjugado, infinitivo pessoal ou infinitivo flexionado é uma flexão verbal das línguas galega e portuguesa que se forma adicionando um morfema de pessoa e número ao infinitivo. É uma das características mais originais do galego-português, embora existiram formas semelhantes no napolitano do século XV e vestígios no leonês antigo, o que, juntamente com a influência do português, pode explicar a sua presença na língua mirandesa. Também é usado hoje na língua húngara.

## Características e formação
O infinitivo pessoal é formado a partir do infinitivo impessoal, adicionando-se as desinências iguais às do futuro do subjuntivo: -es, -mos, -des, -em. Por isso, nos verbos regulares esses dois tempos se confundem.

### Uso
Costuma-se usar o infinitivo pessoal quando:
- refere-se a um sujeito próprio, diferente do da oração principal;

Para conseguirmos sair, alguém precisa destrancar a porta.
- o sujeito a que se refere é expresso antes do infinitivo;

Para nós conseguirmos sair, precisamos abrir a porta.
- o sujeito é indeterminado na terceira pessoa do plural sem nenhuma referência e s pronome SE - índice de indeterminação;

Para conseguirem sair, devem abrir a porta.
- em ação recíproca ou reflexiva - indicando reflexividade ou reciprocidade;

Depois das portas abrirem-se, poderemos sair. ou Depois das portas se abrirem, poderemos sair.